# غريغوري ر. بيج
غريغوري ر. بيج (بالإنجليزية: Gregory R. Page)‏ هو رائد أعمال أمريكي، ولد في 1951 في بوتينو في الولايات المتحدة.

## وصلات خارجية
- غريغوري ر. بيج على موقع إن إن دي بي (الإنجليزية)